# Pornochanchada
 (signalé en mai 2025).
Si vous disposez d'ouvrages ou d'articles de référence ou si vous connaissez des sites web de qualité traitant du thème abordé ici, merci de compléter l'article en donnant les références utiles à sa vérifiabilité et en les liant à la section « Notes et références ».
- Archive Wikiwix
- Bing
- Cairn
- DuckDuckGo
- E. Universalis
- Gallica
- Google
- G. Books
- G. News
- G. Scholar
- Persée
- Qwant
- (zh) Baidu
- (ru) Yandex
- (wd) trouver des œuvres sur Wikidata

Pornochanchada ([poʁnoʃɐʃadɐ]) est le nom donné à un genre de films de sexploitation produits au Brésil.
Les pornochanchadas sont des comédies érotiques à petit budget très en vogue dans les années 1970 et au début des années 1980 et sont une combinaison de comédie et de pornographie soft.
Le mot est un mot-valise composé de porno et chanchada (comédie légère).

## Histoire
La plupart des films du genre pornochanchada ont été tournés à Boca do Lixo, un ancien quartier du centre-ville de São Paulo, quartier qui correspond à peu près à l'actuel quartier de Cracolândia.

## Films notables
- 1974 : A Virgem e o Machão (pt) de José Mojica Marins
- 1977 : A Árvore dos Sexos (pt) de Sílvio de Abreu
- 1979 : Histórias Que Nossas Babás Não Contavam (pt) d'Oswaldo de Oliveira